# Durbec del Japó

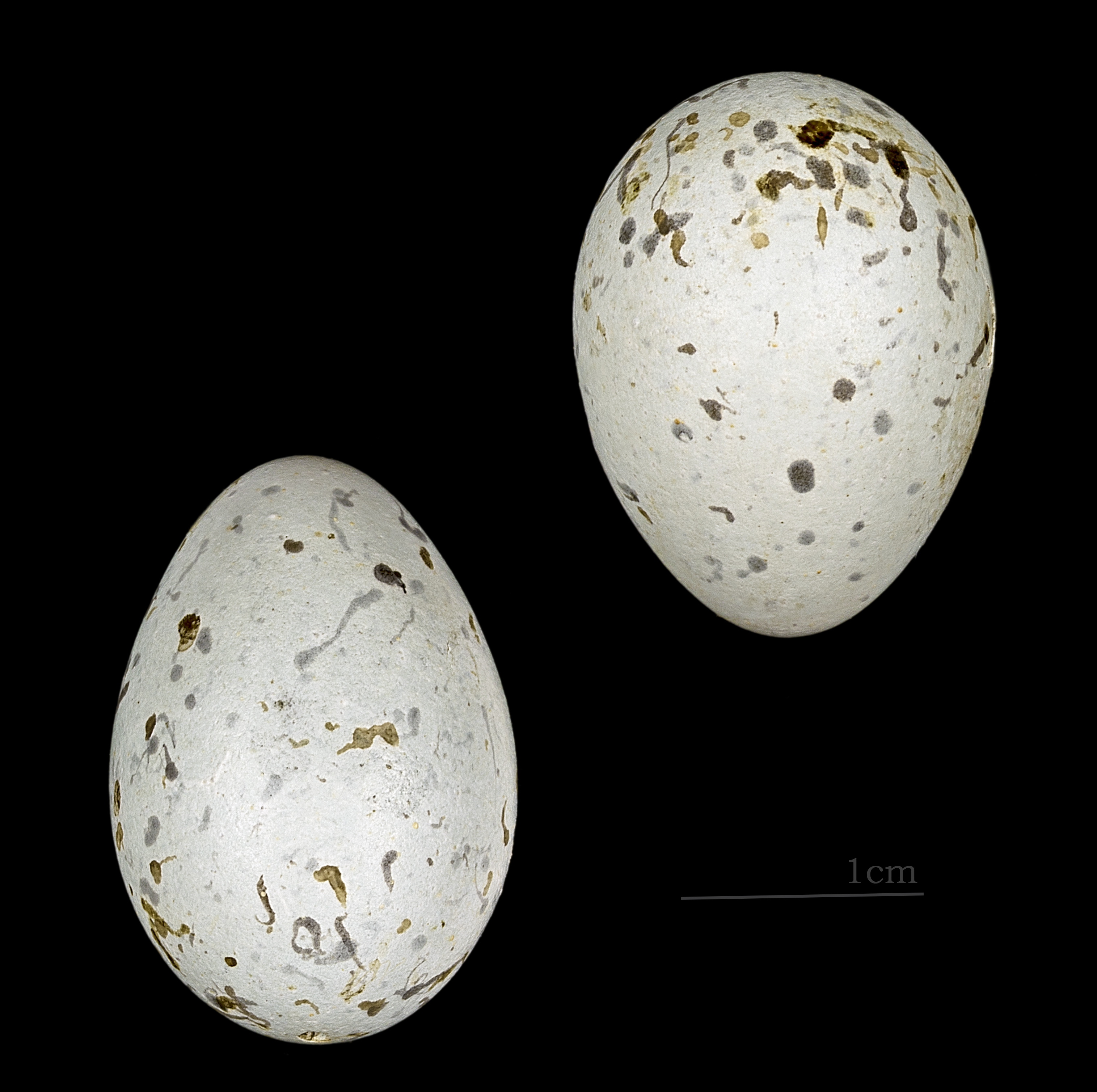
Eophona personata

El durbec del Japó o durbec japonès (Eophona personata) és una espècie d'ocell de la família dels fringíl·lids (Fringillidae) que habita boscos i terres de conreu del Japó, sud-est de Sibèria i est de la Xina.